# Kabinett Nazif

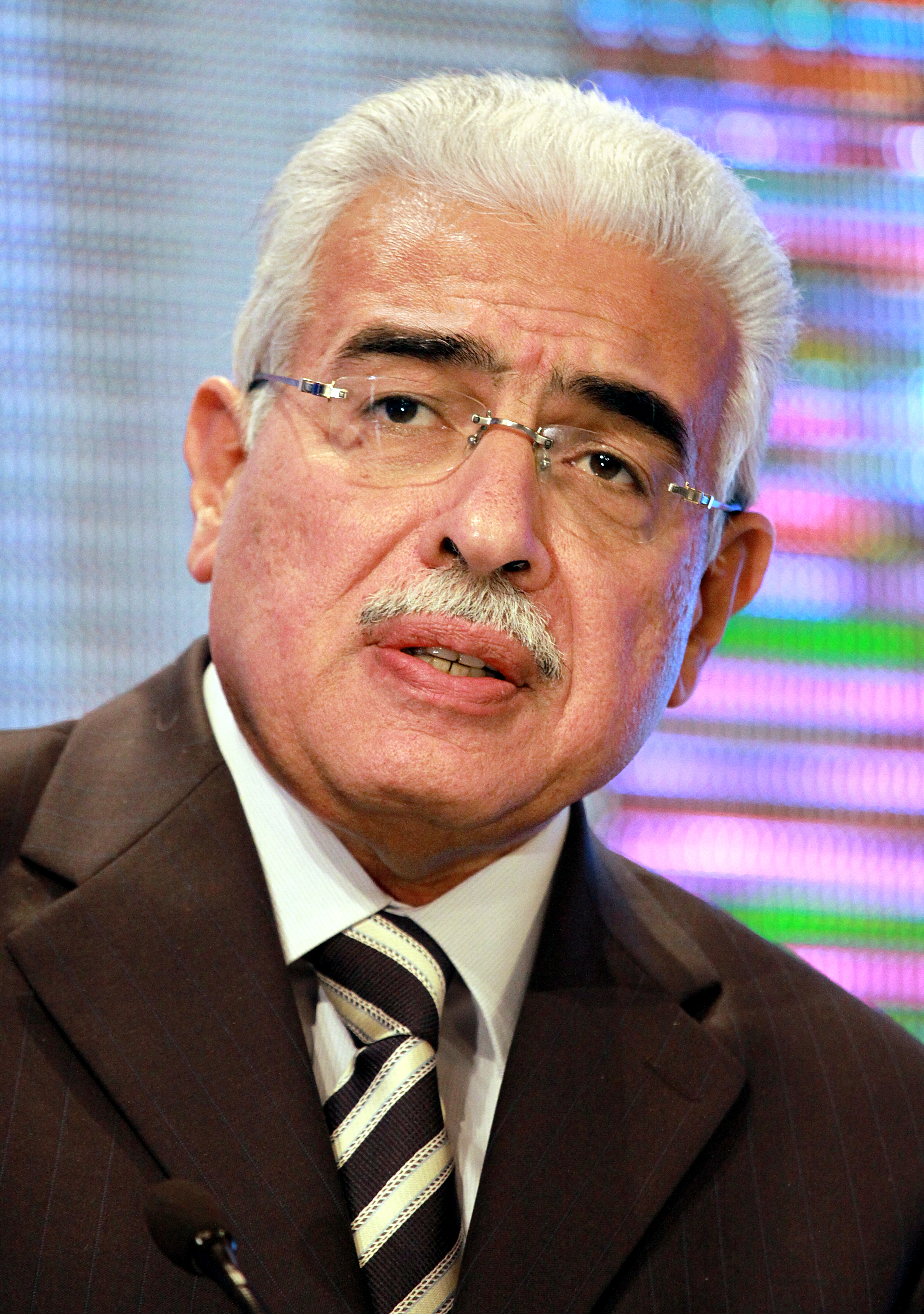
Regierungschef Ahmad Nazif, 2009

Das Kabinett Nazif war vom  9. Juli 2004 bis 29. Januar 2011 die Regierung Ägyptens.

## Geschichte
Es wurde von der Nationaldemokratischen Partei unter dem maßgeblichen Einfluss von Gamal Mubarak ausgesucht und von Muhammad Husni Mubarak ernannt.
Das Kabinett trat am 29. Januar 2011 im Zuge der Revolution in Ägypten 2011 zurück. Am 4. Februar 2011 gab die Staatsanwaltschaft bekannt, dass Ermittlungen gegen Innenminister Habib al-Adli, Tourismusminister Soheir Garranah, Wohnungsminister Ahmed al-Maghrabi und Handels- und Industrieminister Raschid Mohamed Raschid eingeleitet wurden. Die Betroffenen stehen unter Ausreiseverbot und ihre Konten wurden eingefroren.
Am 12. Februar 2011 wurde der ehemalige Informationsminister Anas Ahmed Nabih El-Fiqqi vom Obersten Militärrat wegen des Verdachts der Korruption unter Hausarrest gestellt und trat von seinem Ministeramt zurück. Auch gegen Nazif selbst laufen derzeit (Februar 2011) Ermittlungen wegen Korruption.

## Zusammensetzung
- Ministerpräsident: Ahmad Nazif
- Minister für Landwirtschaft und Landforderungen: Amin Ahmed Mohamed Othman Abaza
- Minister für Stiftungen nach islamischem Recht: Mahmoud Zakzouk
- Minister für Zivilluftfahrt: Ahmad Schafiq
- Minister für Kommunikation und Informationstechnologie: Tarek Mohammed Kamel Mahmoud
- Minister für Kultur: Farouk Hosny
- Verteidigungsminister: Mohammed Hussein Tantawi
- Bildungsminister: Yousry Saber Hussein El-Gamal
- Minister für Elektrische Energie: Hassan Ahmed Younis
- Finanzminister: Youssef Boutros Ghali
- Außenminister: Ahmed Aboul Gheit
- Minister für Außenhandel und Industrie: Raschid Mohamed Raschid
- Minister für Gesundheit und Bevölkerung: Mohamed Awad Tageddin; ab 1. Januar 2006: Hatem El-Gabali
- Minister für Siedlungs- und Wohnungsbau: Ahmed El-Maghrabi
- Minister für Jugend und Sport: bis 15. Februar 2005: Anas Ahmed Nabih El-Fiqqi;ab 15. Februar 2005:Mohammed Mamdouh El-Beltagui
- Informationsminister: Mohammed Mamdouh El-Beltagui; ab 15. Februar 2005: Anas Ahmed Nabih El-Fiqqi
- Innenminister: Habib al-Adli
- Ministerin für Entwicklungszusammenarbeit: Fayza Mohamed Aboul Naga
- Minister für Bewässerung und Wasservorräte: Mahmoud Abu Zeid
- Justizminister: Mahmoud Abul Leil Rashid; ab 15. Februar 2005: Mamdouh Marei
- Minister für Gesetzgebung und parlamentarische Räte: Moufed Mahmoud Shehab
- Minister für örtliche Entwicklung: Mohamed Abdul Salam Mahgoub
- Ministerin für Beschäftigung und Migration: Aesha Abdel Hadi Abdel Ghani (* August 1942 in Kairo)[4]
- Minister für Unternehmen im Eigentum der Streitkräfte Ägyptens: Mohammed Hussein Tantawi
- Minister für Rohstoffe: Amin Sameh Samir Fahmy
- Minister für Planung und Lokale Entwicklung: Othman Mohammed Othman
- Minister der staatlichen Gewerbe: Mokhtar Khattab übernommen durch Investitionsminister: Mahmoud Mohieldin
- Minister der Sozialversicherung: Ali El-Sayed Ali Al-Moselhi
- Tourismusminister: Soheir Garranah
- Verkehrsminister: Essam Abdel Aziz Ahmed Sharaf; ab 15. Februar 2005: Mohamed Lotfi Mansour
- Staatsminister für Verwaltungsentwicklung: Ahmed Mahmoud Osman Darwish
- Staatsminister für Umwelt: Maged George Ilias Ghatas
- Staatsminister für örtliche Entwicklung: Abdel-Rahim Shehata
- Staatsminister für Unternehmen im Eigentum der Streitkräfte Ägyptens: Sayed Abdou Mostafa Meshaal
- Staatsminister für Hochschulbildung und Forschung: Amr Ezzat Salama; ab 1. Januar 2006: Hani Hilal